# Qusarçay (vattendrag)
Qusarçay är ett vattendrag i Azerbajdzjan.   Det ligger i distriktet Xaçmaz Rayonu, i den nordöstra delen av landet, 160 km nordväst om huvudstaden Baku.
Trakten runt Qusarçay består till största delen av jordbruksmark. Runt Qusarçay är det ganska tätbefolkat, med 129 invånare per kvadratkilometer.